# Východočeský krajský přebor 1973/1974
V soubojích Východočeského krajského přeboru 1973/74 se utkalo 14 týmů dvoukolovým systémem podzim - jaro. Tento ročník skončil v červnu 1974.

## Výsledná tabulka
Zdroj: 
| Poř. | Tým                              | Z  | V  | R  | P  | VG | OG | B  |
| ---- | -------------------------------- | -- | -- | -- | -- | -- | -- | -- |
| 1.   | TJ Lokomotiva Trutnov            | 26 | 15 | 5  | 6  | 52 | 26 | 35 |
| 2.   | TJ Spartak Hlinsko               | 26 | 12 | 10 | 4  | 40 | 25 | 34 |
| 3.   | TJ Osinek Kostelec nad Orlicí    | 26 | 14 | 5  | 7  | 46 | 28 | 33 |
| 4.   | TJ Spartak Nové Město nad Metují | 26 | 12 | 8  | 6  | 39 | 36 | 32 |
| 5.   | TJ Slovan Průmstav Pardubice     | 26 | 13 | 4  | 9  | 48 | 40 | 30 |
| 6.   | TJ Týniště nad Orlicí            | 26 | 13 | 3  | 10 | 45 | 40 | 29 |
| 7.   | TJ Tesla Pardubice               | 26 | 10 | 8  | 8  | 38 | 33 | 28 |
| 8.   | TJ Sparta Úpice                  | 26 | 8  | 9  | 9  | 37 | 34 | 25 |
| 9.   | TJ Jiskra Holice                 | 26 | 8  | 8  | 10 | 41 | 36 | 24 |
| 10.  | TJ Lanškroun                     | 26 | 9  | 6  | 11 | 43 | 40 | 24 |
| 11.  | TJ Skuteč                        | 26 | 10 | 3  | 13 | 36 | 33 | 23 |
| 12.  | TJ Spartak Vysoké Mýto           | 26 | 9  | 5  | 12 | 27 | 35 | 23 |
| 13.  | VTJ Dukla Žamberk                | 26 | 7  | 4  | 15 | 26 | 52 | 18 |
| 14.  | TJ Slovan Havlíčkův Brod         | 26 | 0  | 6  | 20 | 17 | 73 | 6  |

Poznámky:
- Z = Odehrané zápasy; V = Vítězství; R = Remízy; P = Prohry; VG = Vstřelené góly; OG = Obdržené góly; B = Body

|  | Postup do Divize C 1974/75             |
|  | Sestup do příslušné I. A třídy 1974/75 |